# Corsa dei carri

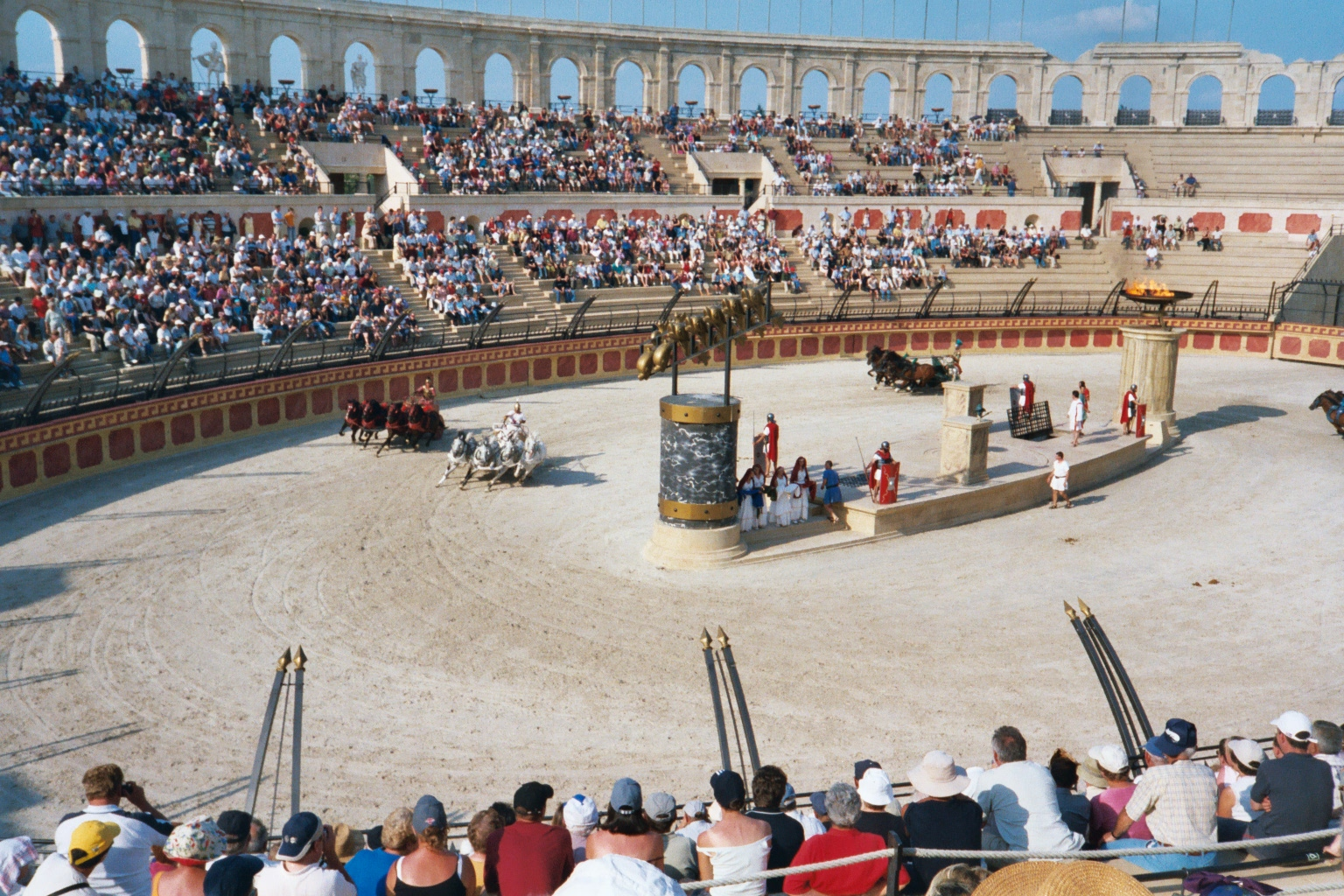
Una rievocazione storica

La corsa dei carri (in greco: ἁρματοδρομία, "harmatodromia"; in latino: ludi circenses) fu una delle competizioni più popolari e diffuse nella Grecia antica, nel mondo romano e successivamente nell'Impero bizantino, seppur per breve periodo. Si trattava di gare spesso molto pericolose per l'incolumità degli aurighi e dei cavalli che potevano subire gravi infortuni a causa di collisioni e incidenti e, talvolta, morire. Gli spettatori assistevano a queste gare con grande entusiasmo e partecipazione, qualcosa di paragonabile a quanto accade attualmente per le competizioni motoristiche. Anche per alcuni aspetti dell'organizzazione delle corse è possibile fare dei parallelismi con quanto accade oggi nello sport professionistico: il modello romano di organizzazione delle corse dei carri prevedeva che vi fossero varie squadre, espressione di diversi gruppi di finanziatori e sostenitori, che talvolta lottavano tra loro per assicurarsi le prestazioni degli aurighi migliori. Gli spettatori si dividevano tra queste squadre, facendo un tifo appassionato che poteva anche sfociare in scontri tra le varie tifoserie. I contrasti finirono per essere anche strumentalizzati politicamente, facendo sì che le corse finissero per travalicare il significato di mere competizioni sportive, ed ampliassero la loro sfera d'influenza a tutta la società. Si comprende quindi perché dapprima gli imperatori romani ed in seguito quelli bizantini avessero messo le squadre sotto il proprio controllo e nominato diversi pubblici ufficiali che sovrintendessero al fenomeno.
In Grecia, le corse dei carri svolsero un ruolo essenziale nei giochi funebri aristocratici sin dai primi tempi. Con l'istituzione di corse formali e di ippodromi permanenti, le corse dei carri furono adottate da molti stati greci e dalle loro feste religiose. Cavalli e carri erano molto costosi. La loro proprietà era appannaggio degli aristocratici più ricchi, la cui reputazione e il cui status trassero vantaggio dall'offrire spettacoli così stravaganti ed eccitanti. I successi e le imprese dei cavalli e dei loro proprietari (molto raramente degli aurighi) potevano inoltre essere amplificati attraverso odi commissionate e altre forme poetiche. Ogni carro conteneva un solo conducente ed era trainato da due o quattro cavalli. La maggior parte degli aurighi erano schiavi o professionisti a contratto. Le corse delle bighe greche potevano essere seguite dalle donne, anche se, una volta sposate, era loro vietato guardare qualsiasi evento olimpico. È noto che una nobildonna spartana ha allenato una squadra di cavalli per le Olimpiadi e ha vinto due gare, una delle quali come pilota. Negli antichi Giochi Olimpici e in altri Giochi panellenici, la corsa dei carri era uno degli eventi equestri più importanti.
La corsa dei carri romani era il più popolare dei numerosi intrattenimenti pubblici sovvenzionati di Roma Antica ed era una componente essenziale in diverse feste religiose. Nella festa di Consualia si tenevano corse di carri per celebrare la divinità del grano Conso. Nel mito della fondazione di Roma i romani, privi di donne sposabili, invitavano i vicini Sabini a godersi le gare dei Consualia ma sfruttarono l'occasione per rapire le loro donne. I conducenti di carri romani avevano uno status sociale molto basso ma i migliori erano ben pagati, celebrati e accreditati per le loro vittorie. I direttori di gara organizzavano squadre di corse e gareggiavano per i servizi di piloti particolarmente abili e dei loro cavalli. I piloti gareggiavano individualmente o con i colori della squadra: blu, verde, rosso o bianco. Gli spettatori generalmente sceglievano di supportare singole squadre e si identificavano con le loro fortune. Scommettere sulle gare era illegale ma ha raccolto ingenti somme per squadre, piloti e sostenitori. La violenza tra fazioni rivali non era rara. Le rivalità a volte venivano politicizzate, quando le squadre venivano associate a idee sociali o religiose in competizione. Imperatori romani e poi bizantini, diffidenti nei confronti delle organizzazioni private, presero il controllo delle squadre, in particolare dei Blu e dei Verdi, e nominarono funzionari per gestirle.
Le corse dei carri persero importanza nell'Impero Romano d'Occidente dopo la caduta di Roma. Sopravvissero molto più a lungo nell'impero bizantino, dove le tradizionali fazioni romane continuarono a svolgere un ruolo di primo piano per diversi secoli. I sostenitori della squadra Blu hanno gareggiato con i sostenitori dei Verdi per il controllo delle decisioni politiche in politica estera, interna e religiosa. Le loro manifestazioni di disobbedienza civile culminarono in un massacro indiscriminato della cittadinanza bizantina da parte dei militari nelle Rivolta di Nika (532) cui fece seguito un graduale declino della popolarità delle corse dei carri.

## Le prime corse con i carri
Non si sa dove esattamente ebbe inizio l'usanza di gareggiare con i carri, ma potrebbe essere senz'altro antica quanto l'invenzione del carro stessa. Testimonianze pittoriche trovate sulle decorazioni dei vasi ci dicono che questo sport era già praticato dalla Civiltà micenea, ma il primo riferimento scritto a una corsa di carri è l'episodio descritto da Omero nel libro XXIII dell'Iliade e riferito ai funerali di Patroclo. Alla gara parteciparono Diomede, Eumelo, Antiloco, Menelao e Merione. La corsa, che consisteva nell'andare fino al ceppo di un albero, girarvi attorno e ritornare, fu vinta da Diomede che ricevette in premio una schiava ed un calderone di bronzo. Si dice anche che sia stata una corsa dei carri l'evento che diede inizio ai Giochi olimpici; secondo una leggenda il re Enomao sfidò i pretendenti alla mano di sua figlia Ippodamia ad una corsa con i carri, nella quale fu sconfitto da Pelope che, per celebrare la propria vittoria, inventò i giochi.

## I Giochi Olimpici

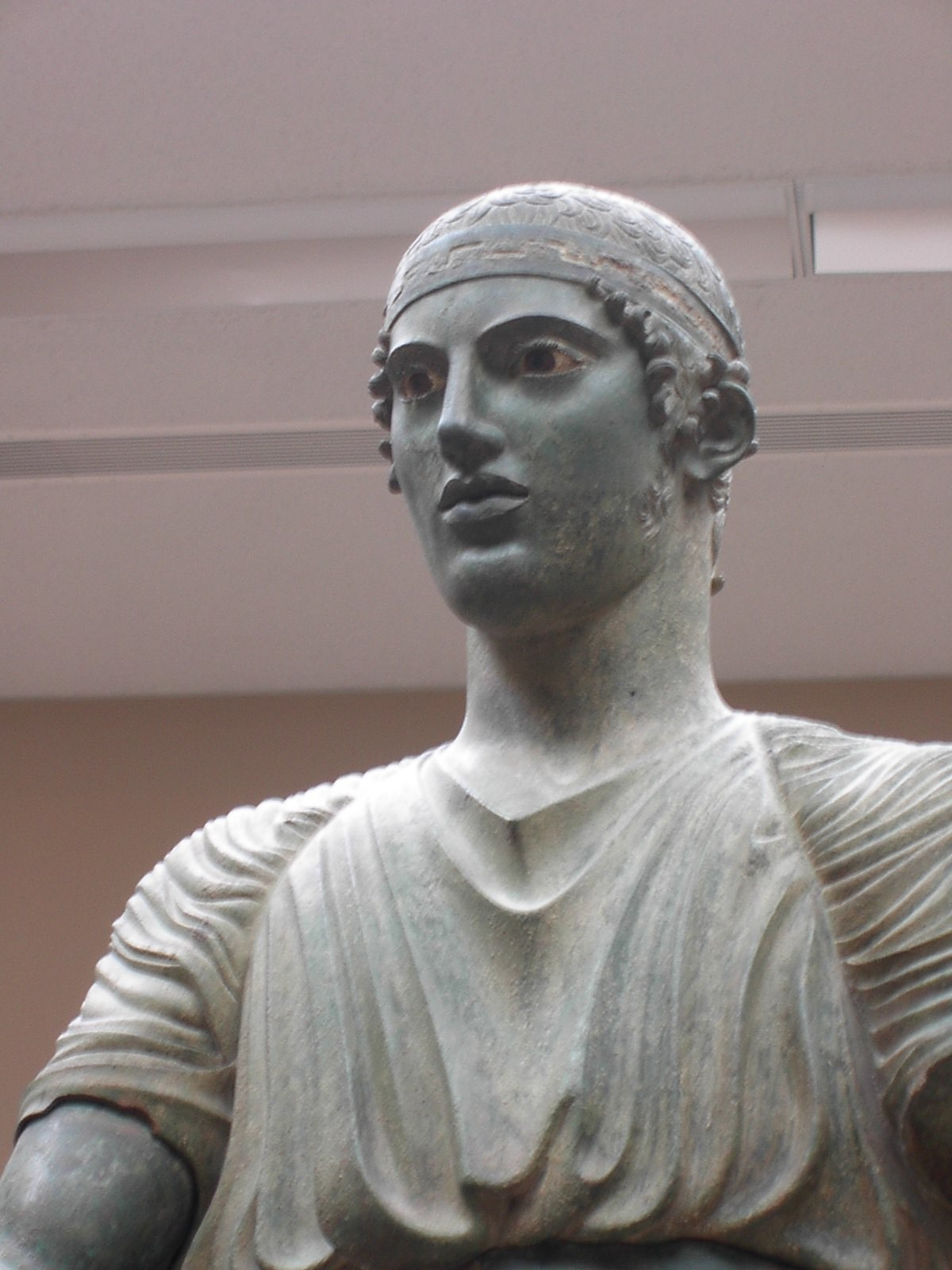
LAuriga di Delfi, una delle più famose statue bronzee dell'antica Grecia giunte fino a noi

Nell'ambito degli antichi Giochi olimpici e dei Giochi panellenici, si svolgevano sia corse di carri trainati da quattro cavalli (tethrippon) che da due (synoris) che, a parte il numero degli animali, si svolgevano nello stesso modo. Le corse furono aggiunte al programma delle gare nel 680 a.C. La corsa era preceduta da una processione che entrava nell'Ippodromo, mentre un araldo annunciava a tutti i nomi degli aurighi e dei proprietari delle squadre. L'ippodromo di Olimpia era lungo circa 550 metri e largo la metà: vi potevano gareggiare fino a 60 carri contemporaneamente (probabilmente nella realtà il loro numero era assai minore). Si trovava ai piedi di una collina nei pressi di un ampio fiume, e poteva ospitare fino a 10.000 spettatori in piedi. Il tethrippon consisteva di dodici giri dell'ippodromo, alle cui estremità si dovevano affrontare due curve piuttosto strette. Si utilizzavano diversi strumenti di tipo meccanico, tra cui i cancelletti di partenza (hysplex) che venivano abbassati per dare inizio alla gara. Secondo Pausania il Periegeta erano stati inventati dall'architetto Kleoitas e funzionavano in modo tale che i carri posizionati all'esterno partivano prima di quelli dal lato interno. La gara non poteva in effetti dirsi veramente iniziata finché non si apriva l'ultimo cancelletto e, a quel punto, i carri si trovavano tutti più o meno allineati, anche se quelli partiti dal lato esterno avevano una velocità iniziale maggiore degli altri. Venivano poi alzati altri meccanismi chiamati l'aquila e il delfino per dichiarare la corsa iniziata e poi venivano man mano abbassati per indicare il numero di giri rimasti da percorrere. Si trattava probabilmente di sculture di bronzo che rappresentavano i due animali sistemate nei pressi della linea di partenza.
Diversamente dagli altri atleti olimpici, gli aurighi non gareggiavano nudi, probabilmente per ragioni di sicurezza dato il polverone sollevato dai cavalli in corsa e la frequenza con cui si verificavano sanguinosi incidenti. I concorrenti indossavano una veste chiamata xystis: era lunga fino alle ginocchia e legata stretta in vita con un largo cinturone. Due cinghie che si incrociavano sulla parte superiore della schiena impedivano che la xystis si gonfiasse per l'aria durante la gara. Al pari dei moderni fantini, gli aurighi erano scelti per il loro peso limitato e, dato che dovevano anche essere abbastanza alti, spesso si trattava di adolescenti.
I carri usati erano dei carri da guerra modificati, essenzialmente dei carretti di legno a due ruote con la parte posteriore aperta anche se, all'epoca in cui si svolgevano le corse, quel tipo di carro in battaglia non veniva più impiegato. La parte più emozionante della corsa dei carri, perlomeno dal punto di vista del pubblico, erano le curve ai due lati dell'ippodromo. Effettuare queste curve era estremamente pericoloso e spesso si verificavano incidenti mortali. Se un carro non era stato precedentemente rovesciato da un avversario prima della curva, poteva finire capovolto o schiacciato (auriga e cavalli inclusi) dagli altri carri al momento di effettuare la virata. Urtare deliberatamente un avversario per provocare un incidente era tecnicamente illegale ma, in realtà, se succedeva non si poteva fare nulla (nella corsa per i funerali di Patroclo di fatto Antiloco si comporta in questo modo nei confronti di Menelao), inoltre gli incidenti potevano succedere anche per caso.
La corsa dei carri non era prestigiosa come lo stadion (gara di corsa) ma era più importante delle altre competizioni equestri come la corsa dei cavalieri che fu ben presto rimossa dal programma olimpico. In epoca Micenea l'auriga e il proprietario di carro e cavalli erano la stessa persona e quindi l'auriga vincente riceveva il suo premio. Ai tempi dei Giochi Panellenici invece i proprietari avevano degli schiavi a cui facevano portare i carri, ed il premio veniva quindi vinto dai proprietari. Arsecila, il re di Cirene, vinse la corsa dei carri ai Giochi pitici del 462 a.C., quando un suo schiavo fu l'unico a portare a termine la gara. Nel 416 a.C. il generale ateniese Alcibiade fece partecipare alla gara sette carri di sua proprietà, ottenendo il primo, il secondo ed il quarto posto; come è ovvio, non fu certo lui a guidare i sette carri contemporaneamente. Anche Filippo II di Macedonia vinse una corsa di carri olimpica per dimostrare di non essere un barbaro ma, se si fosse cimentato egli stesso alla guida del carro, sarebbe certamente stato considerato ad un livello sociale anche inferiore a quello di un barbaro. Tuttavia il poeta Pindaro lodò il coraggio di Erodoto che volle condurre da solo il proprio carro. Questa situazione significava che anche le donne potevano tecnicamente vincere la corsa dei carri, nonostante non fosse loro permesso non solo di partecipare, ma neppure di assistere ai giochi. Questo si verificò molto di rado, ma un interessante esempio è quello della spartana Cinisca, sorella di Agesilao II, che vinse la corsa dei carri per due volte. Partecipare alla corsa dei carri era per i greci un modo di dimostrare la propria ricchezza. Licurgo criticò le corse, sostenendo che era un modo di impiegare il tempo e il denaro non certo utile come costruire le mura delle città o innalzare templi.
La corsa dei carri era un evento atteso anche negli altri giochi che venivano organizzati nel mondo greco e ai Giochi Panatenaici di Atene era la gara più importante: al vincitore della corsa con la quadriglia venivano date in premio 140 anfore di olio d'oliva, un premio eccezionalmente ricco. Si trattava di una quantità d'olio che difficilmente un atleta avrebbe potuto consumare nel corso di tutta la carriera e probabilmente buona parte era rivenduta agli altri atleti. Ai Giochi Panatenaici si svolgeva anche un altro tipo di corsa dei carri conosciuto come Apobatia che consisteva in una gara in cui agli aurighi era richiesto anche di saltare giù dal carro, correre brevemente al suo fianco, e poi balzare nuovamente a bordo.

## Le corse dei carri in epoca romana

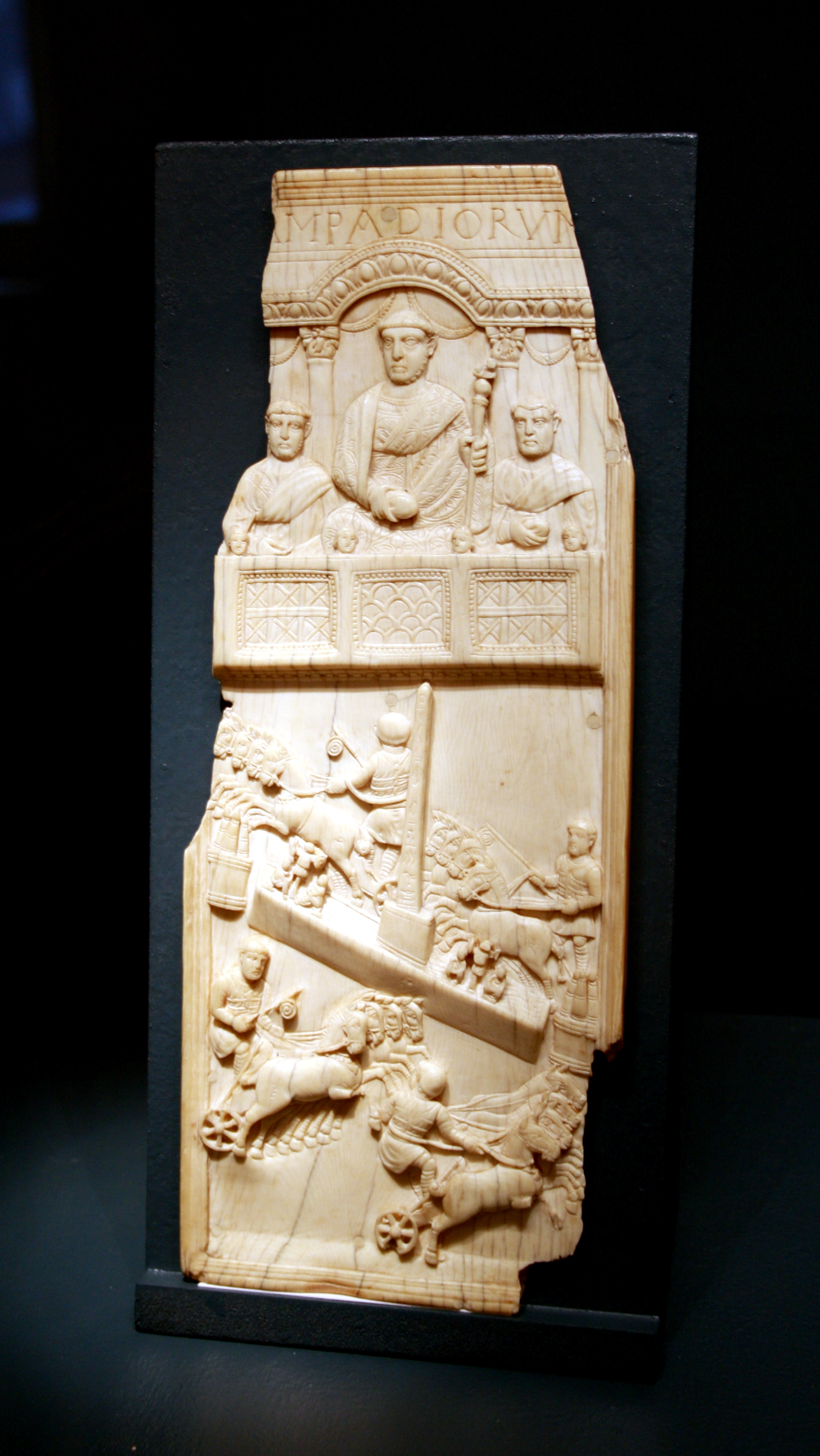
Dittico dei Lampadi, V secolo, Museo di Santa Giulia, Brescia. Nella metà inferiore della vala è stilizzata, in modo molte efficace, una corsa di bighe in un circo, forse il Circo Massimo.

Molto probabilmente i Romani mutuarono l'usanza di organizzare corse dei carri dagli Etruschi, che a loro volta l'avevano mutuata dai Greci. Le abitudini romane furono comunque influenzate dai Greci in modo diretto, soprattutto dopo che, nel 146 a.C., conquistarono la Grecia continentale.
Secondo una leggenda romana Romolo si servì dello stratagemma di organizzare una corsa di carri poco dopo la fondazione di Roma per distrarre i Sabini. Mentre i Sabini si stavano godendo lo spettacolo Romolo ed i suoi catturarono e rapirono le donne sabine. Questo evento è tradizionalmente noto come il Ratto delle sabine.
Nell'antica Roma la principale struttura deputata ad ospitare le corse dei carri era il Circo Massimo, situato nella valle tra il Palatino e l'Aventino, che poteva ospitare fino a 250.000 spettatori. La costruzione del Circo Massimo risale probabilmente all'epoca etrusca, ma venne ricostruito attorno al 50 a.C. per ordine di Giulio Cesare, raggiungendo una lunghezza di circa 600 metri con un'ampiezza di circa 225 metri. Una delle estremità della pista, quella in cui si schieravano i carri alla partenza, era più larga dell'altra.
Per organizzare le partenze i Romani si servivano di una serie di barriere chiamate carceres, termine che ha lo stesso significato del greco hysplex. Erano posizionate a scalare come le hysplex, ma c'erano alcune lievi differenze perché le piste romane avevano al centro della pista stessa una barriera mediana di separazione, la spina.
Le carceres erano sistemate in uno dei vertici del percorso e i carri si disponevano dietro a queste barriere fissate con un sistema a scatto. Quando tutti i carri erano pronti, l'imperatore (o l'organizzatore delle corse se non si svolgevano a Roma) lasciava cadere un panno noto come mappa dando il via alla corsa. Le barriere allora si aprivano tutte insieme consentendo una partenza alla pari per tutti i partecipanti.
Una volta iniziata la corsa, i carri potevano spostarsi liberamente per la pista per tentare di provocare un incidente ai propri avversari spingendoli contro le spinae. Sulle spinae si trovavano le "uova", grossi segnali simili ai "delfini" delle corse greche, che venivano fatti cadere in una canaletta di acqua che scorreva al centro della spina per segnalare il numero di giri che mancavano alla conclusione. La spina finì per diventare una costruzione molto elaborata - decorata con statue, obelischi ed altre opere d'arte - a tal punto che gli spettatori spesso non potevano seguire i carri quando si trovavano dal lato opposto (ma pare che pensassero che questo fatto rendesse l'esperienza più eccitante aumentando la suspense). Ai due capi della spina si trovavano le due curve del percorso (chiamate metae) e lì, come nelle corse greche, avvenivano spettacolari collisioni ed incidenti. Gli incidenti che provocavano la distruzione dei carri e gravi infortuni a cavalli ed aurighi erano chiamati naufragia, lo stesso termine che indicava il naufragio delle navi.

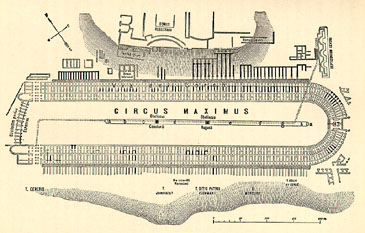
La pianta del Circo Massimo

Anche lo svolgimento della corsa era molto simile e quello delle corse greche e la differenza principale era che in ogni giornata potevano tenersi dozzine di corse, e le manifestazioni si protraevano talvolta per centinaia di giorni consecutivamente. Una gara però si svolgeva sulla distanza di soli 7 giri (e in epoca più tarda di 5, per poter svolgere un maggior numero di corse nello stesso giorno) invece dei 12 di cui si componeva la corsa-tipo greca. L'organizzazione romana era inoltre molto più interessata agli aspetti economici: i corridori erano professionisti e tra il pubblico era diffuso un enorme giro di scommesse. I carri in gara potevano essere trainati da quattro cavalli (quadrigae) o da due cavalli (bigae), ma le corse tra quelli a quattro cavalli erano più importanti. in alcuni rari casi, quando un auriga voleva dimostrare la propria abilità, poteva impiegare fino a dieci cavalli, ma era esercizio che univa una grande difficoltà ad una scarsa utilità effettiva. Gli aurighi romani, diversamente da quelli greci, indossavano un caschetto ed altre protezioni per il corpo e si legavano le redini attorno alla vita, mentre i greci le reggevano in mano. A causa di quest'ultima usanza, i romani non potevano lasciare le redini in caso di incidente, così spesso finivano per essere trascinati dai cavalli attorno alla pista finché non rimanevano uccisi o riuscivano a liberarsi: per questo motivo portavano con sé un coltello per riuscire ad uscire da simili situazioni. La più famosa e migliore ricostruzione di una corsa di carri romana, nonostante non sia in effetti storicamente accurata sotto vari aspetti, si può ammirare nel film del 1959 Ben-Hur.
Un'altra importante differenza è che erano gli aurighi stessi ad essere considerati i vincitori delle gare, nonostante si trattasse generalmente di schiavi come accadeva nel mondo greco. Ricevevano in premio una corona di foglie di alloro e, probabilmente anche del denaro; se riuscivano a vincere abbastanza corse potevano così disporre della somma sufficiente per comprarsi la libertà. Gli aurighi potevano diventare famosi in tutto l'Impero semplicemente sopravvivendo alle competizioni, dato che l'aspettativa di vita di un pilota di carri non era molto elevata. Uno di questi aurighi celebri fu Scorpo, che vinse più di 2.000 corse prima di restare ucciso in un incidente sulla meta quando aveva appena 27 anni. Anche i cavalli potevano diventare molto famosi ma, naturalmente, anche la loro aspettativa di vita era molto bassa. I Romani tenevano dettagliate statistiche dei nomi, delle discendenze e del pedigree dei cavalli più famosi.

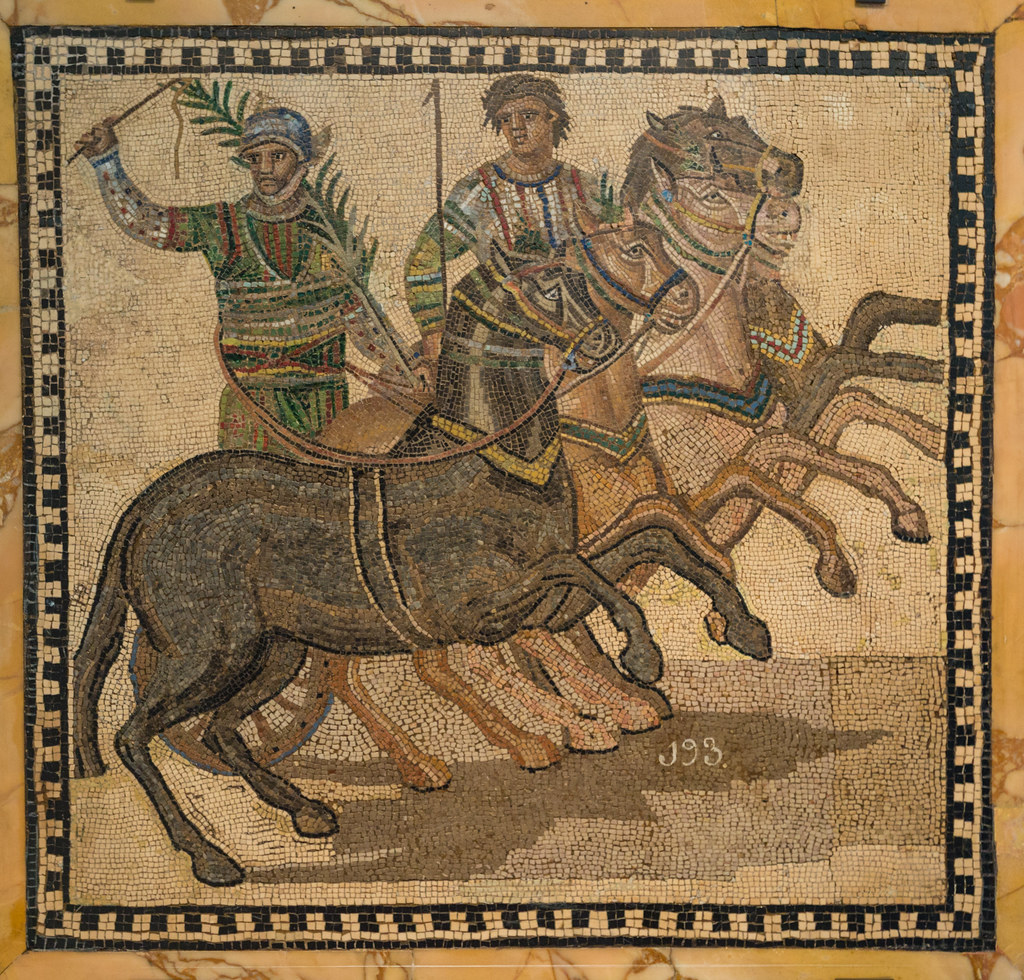
Il vincitore di una corsa dei carri nell'antica Roma, appartenente alla squadra dei Rossi

I posti a sedere al circo erano gratis per i poveri, che in epoca imperiale avevano davvero poco altro da fare, dato che non venivano più coinvolti in problemi politici o militari come avveniva invece in epoca repubblicana. I ricchi invece pagavano per disporre di posti a sedere all'ombra da cui si aveva una visuale migliore e, probabilmente, anche loro trascorrevano la maggior parte del tempo scommettendo sull'esito delle corse. Il palazzo dell'imperatore si trovava nei pressi del Circo Massimo e frequentemente andava egli stesso ad assistere alle gare. Questa era una delle poche occasioni che il popolo aveva per poter vedere il loro leader. Giulio Cesare assistette spesso alle corse, in modo che il pubblico potesse vederlo, nonostante non fosse in realtà interessato ad esse, tanto che abitualmente si portava qualcosa da leggere. Si dice che si regolasse nello stesso modo anche quando si recava a teatro, ma questo modo di fare non lo rese molto popolare.
Nerone aveva una tale passione per le corse che si può dire che non si occupasse quasi di altro. Era egli stesso un auriga e vinse la corsa dei carri dei Giochi Olimpici, che si continuavano a disputare anche in epoca romana. Durante il regno di Nerone cominciarono a svilupparsi le fazioni più importanti. Le quattro principali erano quelle dei Rossi, degli Azzurri, dei Verdi e dei Bianchi. Queste fazioni esistevano già da prima dell'epoca del celebre imperatore, e probabilmente si trattava di gruppi di amici e patrocinatori dei diversi allevamenti di cavalli da corsa. Nerone però le sovvenzionò in modo tale che finirono per crescere al punto di sottrarsi al suo controllo. Ogni squadra schierava fino a tre carri per ogni gara. I componenti della stessa squadra si aiutavano tra loro contro le squadre avversarie, per esempio spingendoli a sfracellarsi contro la spina (una tattica di gara perfettamente legale ed anzi incoraggiata). Gli aurighi potevano passare da una squadra all'altra, proprio come al giorno d'oggi avviene per gli atleti professionisti.
Secondo Tertulliano (De spectaculis 9.5), che non apprezzava questa situazione, originariamente c'erano due fazioni, i Bianchi e i Rossi, consacrate all'inverno ed all'estate rispettivamente. Tertulliano scrive all'inizio del III secolo e spiega che a quell'epoca i Rossi erano devoti a Marte, i Bianchi a Zefiro, i Verdi alla Madre Terra o alla primavera e gli Azzurri al cielo e al mare o all'autunno. Domiziano creò due nuove fazioni, i Porpora e gli Oro, che però scomparvero poco dopo di lui.
Oltre al Circo Massimo, sparsi per il territorio dell'Impero c'erano diversi altri circhi; anche nella stessa Roma c'era un altro grande circo, il Circo di Massenzio. Altri importanti impianti si trovavano ad Alessandria d'Egitto e ad Antiochia, a Tarragona. A Milano vi era il circo di maggiori dimensioni all'epoca delle tetrarchia. Erode il Grande fece costruire quattro circhi in Giudea. Nel IV secolo l'imperatore Costantino I fece costruire un grande circo nella sua nuova capitale Costantinopoli.
Uno degli aurighi più famosi fu Gaio Appuleio Diocle.

## Le corse dei carri nel mondo bizantino

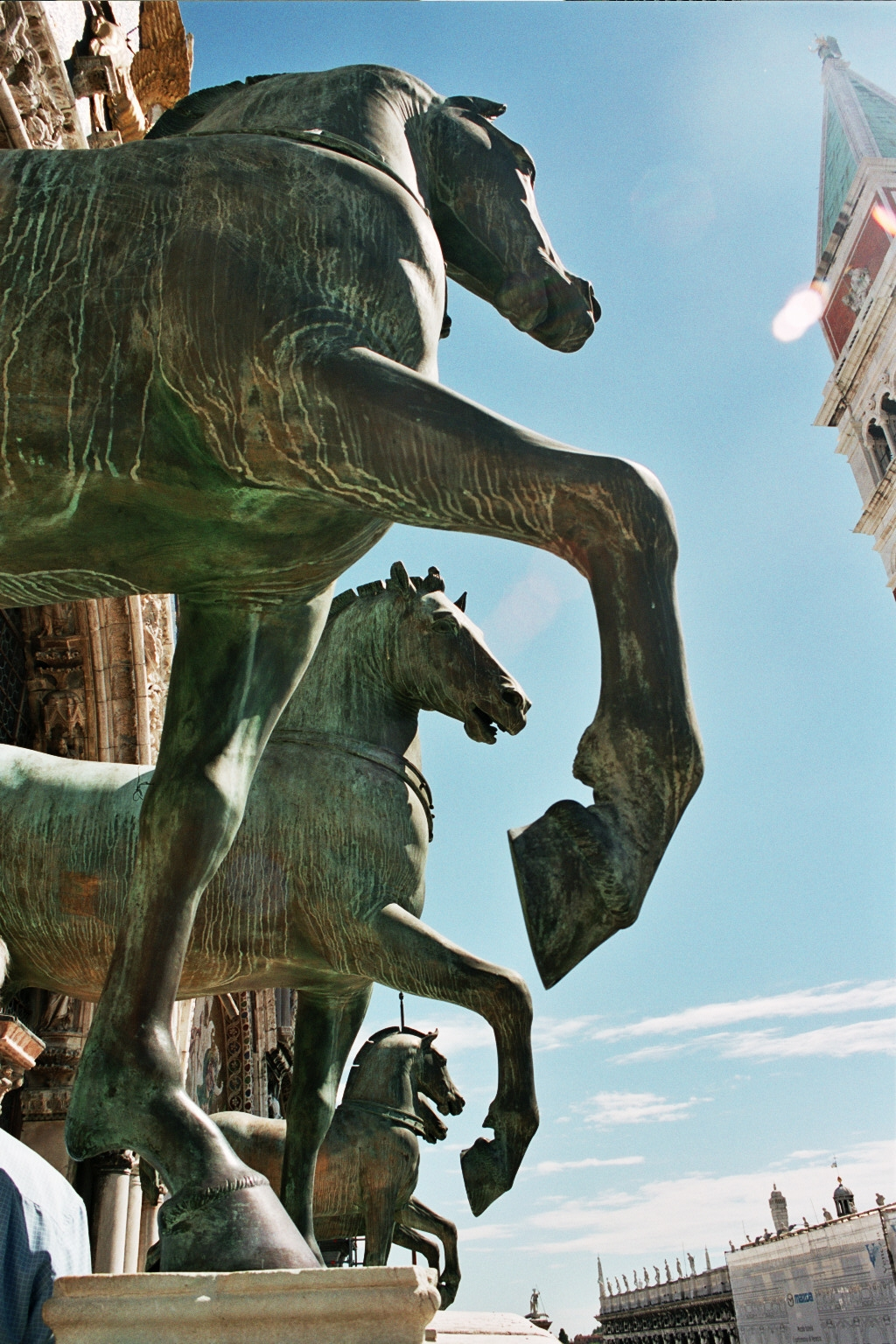
I quattro cavalli di bronzo che decorano la Basilica di San Marco a Venezia e che prima erano nel circo di Costantinopoli.

Come molte altre tradizioni ed abitudini del mondo romano, le corse dei carri continuarono ad essere disputate anche nell'Impero Bizantino, anche se i Bizantini furono meno coinvolti e non tennero l'enorme quantità di statistiche che invece appassionarono i Romani. L'imperatore Costantino preferiva le corse dei carri ai giochi gladiatori, che considerava un residuo della cultura pagana. I Giochi Olimpici furono aboliti dall'imperatore Teodosio I - che era un cristiano osservante - nel 394, nell'intento di far dimenticare le usanze pagane e promuovere il Cristianesimo, ma le corse dei carri rimasero comunque popolari. L'Ippodromo di Costantinopoli aveva l'ubicazione tipica di tutti i circhi presenti nelle città dotate di palazzi imperiali (Roma, Milano, Treviri, Nicomedia, Arles e altre): era contiguo al palazzo, in modo che l'Imperatore si potesse recare al circo senza uscire dal palazzo. 
Non ci sono prove evidenti del fatto che in epoca romana l'esito delle corse dei carri venisse abitualmente alterato da corruzioni od altri trucchi, mentre in epoca bizantina pare che pratiche di questo tipo fossero più diffuse; il codice di Giustiniano I proibisce agli aurighi di lanciare maledizioni e malocchi contro i propri avversari ma, d'altra parte, non sembra che si facesse uso di sabotaggi meccanici o corruzione. Indossare abiti con i colori della propria squadra diventò un aspetto importante del modo di vestirsi bizantino.
Le corse dei carri nell'Impero bizantino riproposero la divisione in squadre tipica dell'epoca romana, ma le uniche fazioni ad essere davvero importanti rimasero quelle degli Azzurri e dei Verdi. Uno degli aurighi più famosi, Porfirio, nel corso del V secolo fece parte di entrambe le squadre in momenti diversi. Le fazioni non erano ormai più delle semplici squadre sportive: avevano infatti guadagnato una grande influenza in ambito militare, politico e persino religioso. Ad esempio la fazione dei verdi tendeva verso il Monofisismo, mentre quella degli Azzurri restava ortodossa. Ebbero anche un'evoluzione negativa, e alcune frange si trasformarono in qualcosa di molto simile alle gang criminali di strada, rendendosi responsabili di furti ed omicidi. Nonostante avessero provocato spesso tumulti e sommosse sin dall'epoca di Nerone, le loro intemperanze andarono aumentando nel corso del V secolo e nel VI secolo sfociarono nella rivolta di Nika del 532, che ebbe inizio quando alcuni loro membri furono arrestati per omicidio. Dopo questo cruento episodio la popolarità delle corse dei carri andò declinando, anche perché mantenere in piedi il sistema era diventato troppo costoso sia per le squadre che per gli imperatori.
Nel corso del IX secolo la fazione dei Bianchi si fuse con quella degli Azzurri e quella dei Rossi con quella dei Verdi. I due gruppi furono in questo modo inquadrati nelle milizie cittadine e quindi incorporati nell'enorme struttura gerarchica dello Stato bizantino.
L'Ippodromo di Costantinopoli divenne il luogo dove si celebravano i trionfi (come quello di Belisario), dove si tenevano assemblee, cerimonie (l'acclamazione dell'Imperatore secondo l'uso bizantino), condanne a morte, luogo dove nacquero tumulti e ribellioni anche cruente, e il luogo dove l'imperatore si trovò a parlamentare con le fazioni. Venne saccheggiato nel corso della Quarta crociata. Durante il saccheggio i Crociati rimossero i Cavalli di San Marco, quattro statue bronzee che originariamente facevano parte di un monumento che rappresentava una quadriga. Le statue furono usate per la facciata della Basilica di San Marco a Venezia (Ora sono state sostituite da copie). Queste statue di bronzo rivestite in oro furono probabilmente trasportate a Costantinopoli seguendo l'usanza di trasportare in questa città alcune delle opere più insigni presenti sul territorio dell'Impero: il circo di Costantinopoli era ornato (oltre che da questi cavalli) dall'enorme obelisco preso in Egitto e che tuttora svetta a Istanbul, e la colonna con serpenti che era a Delfi, in Grecia, presso il santuario d'Apollo.

### Esplicative
1. ↑  Alcuni frammenti di ceramica mostrano due o più carri, ovviamente in mezzo a una corsa. Bennett afferma che questa è una chiara indicazione che le corse dei carri esistevano come sport già nel XIII secolo a.C. Le corse dei carri sono raffigurate anche sui vasi geometrici tardo - Bennett 1997, pp. 41-48.

### Bibliografiche
1. ↑  Omero, 23.257–23.652.
2. ↑  Pindaro, Olimpica I: Per Ierone di Siracusa vincitore nella gara del corsiero.
3. ↑  Bennett 1997, pp. 41-48.
4. ↑  (EN) Montgomery HC, The controversy about the origin of the Olympic Games: did they originate in 776 B.C.?, in The Classical Weekly, vol. 19, n. 22, 1936,  pp. 169-174.
5. ↑  (EN) Mouratidis J, The 776 B.C. Date and Some Problems Connected with it, in Canadian J Hist Sport, vol. 16, n. 2, 1985,  pp. 1-14.
6. ↑  Pindaro, Istmica I: Per Erodoto Tebano vincitore col carro.
7. ↑  Golden 2004, pp. 85–86, 94.
8. ↑  Adkins-Adkins 1998a, pp. 350, 420.
9. ↑  Polidoro-Simri 1996, pp. 41-46.
10. ↑  Valettas-Ioannis 1955, p. 613.

### Fonti primarie
- (GRC) Omero, Iliade.
- (GRC) Pausania il Periegeta, Periegesi della Grecia.
- (GRC) Pindaro, Odi, 1894.
- (GRC) Procopio di Cesarea, Guerra segreta.
- (LA) Tertulliano, De spectaculis.
- (GRC) Tucidide, Storie, vol. 6.

### Fonti secondarie
- (EN) Adkins L e Adkins RA, Handbook to Life in Ancient Greece, New York and Oxford, UK, Oxford University Press, 1998, ISBN 0-19-512491-X.
- (EN) Adkins L e Adkins RA, Handbook to Life in Ancient Rome, New York and Oxford, UK, Oxford University Press, 1998, ISBN 0-19-512332-8.
- (EN) Balsdon JPVD, Life and Leisure in Ancient Rome, Bodley Head, 1974.
- (EN) Beard M, North JA e Price SRF, Religions of Rome: A History, Cambridge, Cambridge University Press, 1998, ISBN 0-521-31682-0.
- (EN) Bennett D, Chariot Racing in the Ancient World, in History Today, vol. 47, dicembre 1997,  pp. 41-48 (archiviato dall'url originale il 6 febbraio 2008).
- (EN) Boren HC, Roman Society, D.C. Heath and Company, 1992, ISBN 0-669-17801-2.
- (EN) Boatwright MT, Gargola DJ e Talbert RJA, Circuses and Chariot Racing, in The Romans: From Village to Empire, New York and Oxford, UK, Oxford University Press, 2004, ISBN 0-19-511875-8.
- (EN) Finley MI, The Olympic Games: The First Thousand Years, Viking Press, 1976, ISBN 0-670-52406-9.
- (EN) Harris HA, Sport in Ancient Greece and Rome, Cornell University Press, 1972, ISBN 0-8014-0718-4.
- (EN) Humphrey J, Roman Circuses: Arenas for Chariot Racing, University of California Press, 1986, ISBN 0-520-04921-7.
- (EN) Jackson R, Gladiators and Caesars: The Power of Spectacle in Ancient Rome, University of California Press, 2000, ISBN 0-520-22798-0.
- (EN) Treadgold WT, A History of the Byzantine State and Society, Stanford University Press, 1997, ISBN 0-8047-2630-2.
- (EN) Steven R, Byzantine Style and Civilization, Penguin, 1975.